# Теотокис, Иоаннис
Иоа́ннис Теото́кис  (греч.  Ιωάννης Θεοτόκης  Афины 1880 — Афины, 6 июня 1961) — греческий политик. Сын греческого политика и премьер-министра Георгиоса Теотокиса и брат военного министра Николаоса Теотокиса расстрелянного в 1922 году. Иоаннис Теотокис был премьер-министром Греции в 1950 году.

## Биография
Иоаннис Теотокис родился в Афинах в 1880 году в семье политика и премьер-министра Георгиоса Теотокиса, родом с острова Керкира. Брат, Николаос Теотокис, стал военным министром, но был расстрелян в октябре 1922 года, будучи приговорённым к смерти на Процессе шести.
Сестра, Заира Теотоки, стала матерью будущего премьер-министра страны Георгиоса Раллиса.
Сам Иоаннис Теотокис стал придворным королевы Софии.
Иоаннис Теотокис был избран 7 раз депутатом парламента и стал 3 раза министром сельского хозяйства.
Будучи монархистом и сторонником «маленькой (в отличие от Великой Греции Венизелоса и честной Греции»:450, в 1935 году стал вице-премьером в правительстве Георгиоса Кондилиса, которое вернула короля из изгнания.
В 1936 году генерал Метаксаса отстранил его от министерского поста и поместил его под домашний арест, в его доме на острове Керкира.
Однако историк Т. Герозисис причисляет его к группе политиков, которые возлагали надежды не только на монархию, но и на фашизм Муссолини и нацизм Гитлера:450.
Во время тройной, германо-итало-болгарской, оккупации Греции в годы Второй мировой войны, Теотокис не проявил активности.
Во время послевоенного суда над сотрудниками оккупантов, Теотокис свидетельствовал следующим образом: "Я был под впечатлением, что правительство Цолакоглу было создано под немецким давлением и что политики не должны были участвовать в нём, но позже я осознал, что они служили стране а не оккупантам..
Теотокис также утверждал на суде, что обстановка на Ионических островах, находившихся под непосредственным итальянским контролем, была хуже по сравнению с континентальной Грецией, где существовало «правительство».
В апреле 1946 году он стал министром иностранных дел в правительстве Константина Цалдариса, был председателем Парламента.
В 1950 году он возглавил на несколько месяцев служебное правительство, оставив за собой также пост министра обороны:1250.
Иоаннис Теотокис умер 6 июня 1961 года.
Его сын Спирос Теотокис стал также политиком.